# مونرو برايس
مونرو برايس (بالإنجليزية: Monroe Price)‏ هو أكاديمي أمريكي، ولد في 1938.